# Natri tungstat
Natri tungstat (hay Natri vonfamat), Na2WO4, là muối tungstat của natri, một nguồn cung cấp wolfram. Nó được điều chế từ quá trình khử các quặng vonfam dùng để sản xuất vonfam.
Nó thường gặp dưới dạng hydrat hóa, Na2WO4•2H2O. Muối này tan được trong nước và là một chất oxy hóa tương đối mạnh, nhưng không có ứng dụng thông thường trong phòng thí nghiệm hóa học. Giống như natri molybdat, các muối phức tungstat(V,VI) sẫm màu được hình thành bằng phản ứng khử hợp chất này với một chất khử rất nhẹ, như các phức chất hữu cơ. Nó còn được nghĩ làm một chất ức chế enzim protein-tyrosin photphataza (PTPase). Thỉnh thoảng nó còn được dùng làm chất chống cháy.
Trong hóa học hữu cơ, natri tungstat làm xúc tác cho quá trình epoxy hóa anken và phản ứng oxy hóa alcohol thành anđehit hay xeton.
Nó còn được biết về tác dụng chống tiểu đường. Những nhà nghiên cứu đã nhận ra con đường qua đó natri tungstat cải thiện chức năng tụy và sản sinh tế bào beta.